# Bookwire
Die Bookwire GmbH ist ein international tätiges Unternehmen im Bereich der Digital-Publishing-Technologie mit Hauptsitz in Frankfurt am Main. Das Unternehmen bietet Verlagen Lösungen für die Produktion, Distribution, Analyse und Vermarktung von digitalen Inhalten wie E-Books, Hörbüchern, Print-on-Demand-Produkten und Podcasts.

## Geschichte
Bookwire wurde 2010 von Jens Klingelhöfer und John Ruhrmann in Frankfurt am Main gegründet. Beide Gründer hatten zuvor Erfahrungen in der Musik- und Medienbranche gesammelt. Ziel war es, eine technische Infrastruktur für Verlage zur Auslieferung und Vermarktung digitaler Inhalte zu schaffen. Seit der Gründung hat sich Bookwire zu einem der führenden Anbieter im Bereich Digital Publishing entwickelt.

## Dienstleistungen
Das zentrale Produkt des Unternehmens ist die Plattform Bookwire OS – One Solution. Diese wurde 2019 eingeführt und bündelt alle Prozesse rund um die Produktion, Distribution, Analyse und Vermarktung digitaler Inhalte. Über die Plattform werden rund 1,3 Millionen E-Books und 300.000 Hörbücher verwaltet.
Bookwire bietet darüber hinaus mit We Audiobook You (WAY) eine Dienstleistung zur professionellen Hörbuchproduktion an, die 2019 mit dem Digital Publishing Award ausgezeichnet wurde.

## Standorte und Struktur
Neben dem Hauptsitz in Frankfurt am Main betreibt Bookwire ein Digital Hub in Dortmund sowie weitere Standorte in Barcelona, London, Mailand, São Paulo, New York City und Paris. Zur Geschäftsführung gehören Jens Klingelhöfer (CEO), John Ruhrmann (CO-CEO) und seit 2023 Christian Lindemann (COO).

## Kunden und Partnerschaften
Bookwire betreut weltweit über 3.000 Verlage und ist damit einer der führenden Anbieter im Bereich der digitalen Verlagsauslieferung. Zu den bekanntesten Kunden zählen sowohl große Publikumsverlage als auch spezialisierte Fachverlage. Einige der namhaften Partner sind der Carlsen Verlag, Hörbuch Hamburg, der Kosmos Verlag, Haufe Schäffer-Poeschel, der Verlag Herder sowie die Münchner Verlagsgruppe. Darüber hinaus arbeitet Bookwire mit internationalen Partnern wie dem dänischen Verlag Saga Egmont und dem französischen Verlag Compagnie du Savoir zusammen. 
Im Jahr 2025 ging Bookwire eine Partnerschaft mit der sozialen Netzwerk-App READO ein, um deren Angebot mit Hörbüchern aus dem umfassenden Bookwire-Katalog zu erweitern.

## Auszeichnungen
- 2019: Digital Publishing Award in der Kategorie B2B-Lösungen für We Audiobook You (WAY)
- 2021: Sales Award: Innovationspreis für NFT-Plattform CREATOKIA[8]
- 2022: Hörbuchmensch des Jahres an Bookwire Co-CEO und Co-Founder John Ruhrmann[9]